# Rue Redon
La rue Redon est une voie du 17e arrondissement de Paris, en France.

## Situation et accès
La rue Redon est une voie publique située dans le 17e arrondissement de Paris. Elle débute au 12, rue de Saint-Marceaux et se termine au 7, rue Sisley.

## Origine du nom

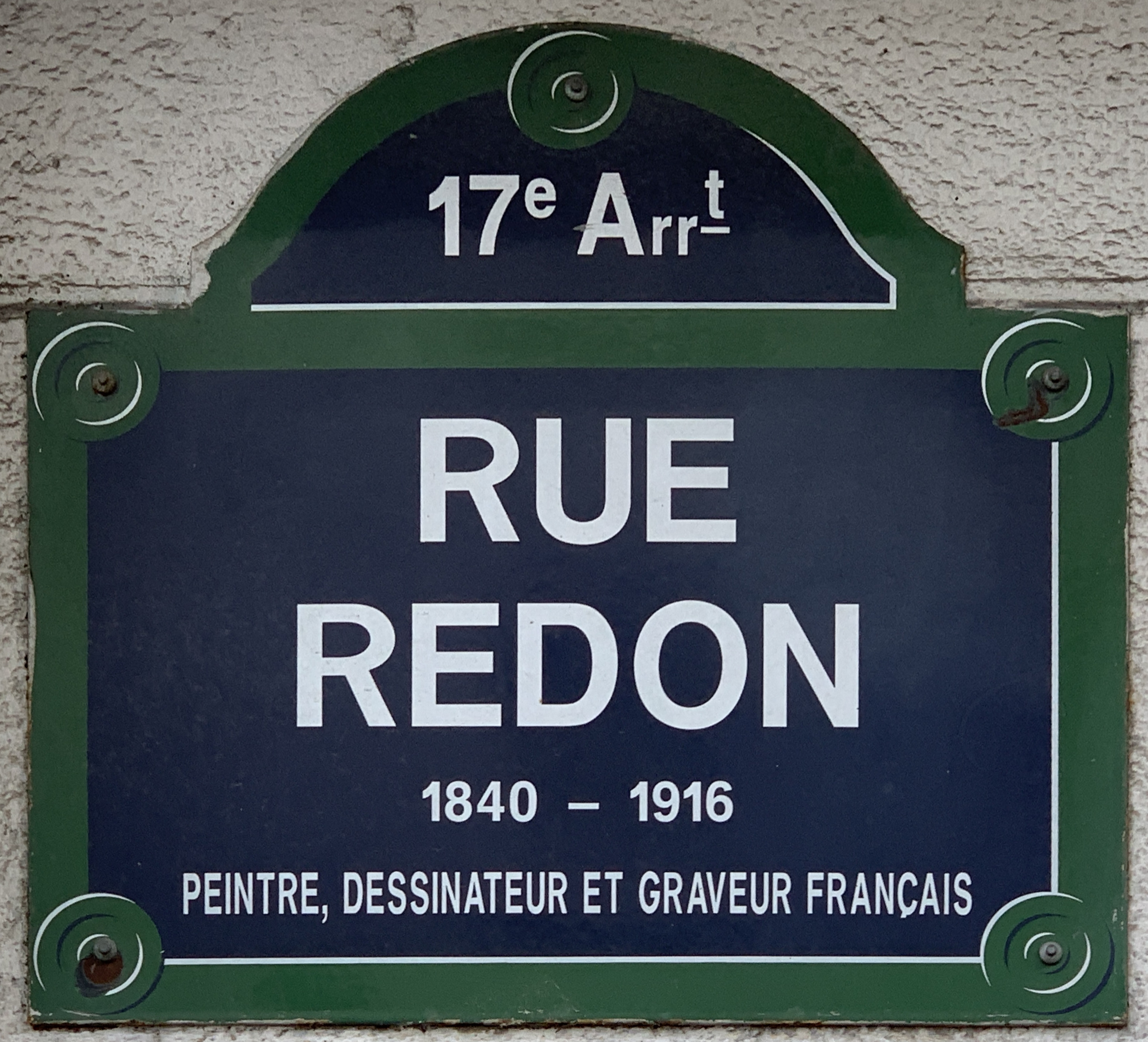
Plaque de la rue.

Elle porte le nom du peintre et graveur lithographe français Odilon Redon (1840-1916), 

## Historique
Cette rue est ouverte et prend sa dénomination actuelle en 1932 sur l'emplacement du bastion no 46 de l'enceinte de Thiers.